# Hadromophryne
Hadromophryne is een monotypisch geslacht uit de familie spookkikkers (Heleophrynidae). De wetenschappelijke naam werd voor het eerst gepubliceerd door Van Dijk in 2008 in het wetenschappelijk tijdschrift African Journal of Herpetology

## Taxonomie
Geslacht Hadromophryne
- Soort Natalspookkikker (Hadromophryne natalensis) (Hewitt, 1913)